# Патхомпонг Сомбатпібун
Патхомпонг Сомбатпібун (тай. ปฐมพงศ์ สมบัติพิบูลย์); більш відома як Понг КМВ (тай. โป่ง หินเหล็กไฟ, англ. Pong SMF) — таїландський співак та відомий актор. Відомий своїми важкий метал відеокліпами. Його пісня з назвою групи Камінь, Метал, Вогонь (тай. หิน เหล็ก ไฟ, англ. Stone Metal Fire) і The Sun (тай. เดอะซัน), як от, «Nang Maew» (นางแมว), «Yorm» (ยอม), «Ward Rawaeng» (หวาดระแวง), і «Ngai Koen Pai» (ง่ายเกินไป) є найгучнішим хітом 1993 року.
Його надихають Сурафен Сембатчарен і Оззі Осборн. 1993 року,він разом з Джаккапін Диангманіпаттаначаі і Нампон Раксапонг (гітара), Наронг Сірісансунторн (бас-гітара) заснував гурт, який виступав під різними назвами: Камінь, Метал, Вогонь.

## Дискографія

### Камінь, Метал, Вогонь
- 1993 : Hin Lek Fai (หิน เหล็ก ไฟ)
- 1995 : Khon Yuk Lek (คนยุคเหล็ก)
- 2005 : Never Say Die
- 2006 : Acoustique

### The Sun
- 1996 : "The Sun"
- 1998 : "Tiger, Lion, Bull, Rhico" (เสือ สิงห์ กระทิง แรด)
- 2000 : "The Road of the Sun" (ถนนพระอาทิตย์)

### Сольним альбомом
- 2002 : "The Game"
- 2003 : "Sexperience"